# Elbbachtal
Elbbachtal este o arie protejată (arie specială de conservare — SAC, sit de importanță comunitară — SCI) din Germania întinsă pe o suprafață de 82,84 ha, integral pe uscat.

## Localizare
Centrul sitului Elbbachtal este situat la coordonatele 50°29′38″N 8°03′08″E / 50.4939°N 8.0522°E.

## Înființare
Situl Elbbachtal a fost declarat sit de importanță comunitară în aprilie 1999 pentru a proteja 8 specii de animale. Situl a fost protejat și ca arie specială de conservare în martie 2008.

## Biodiversitate
Situată în ecoregiunea continentală, aria protejată conține 4 habitate naturale: Cursuri de apă de la nivel de câmpie la nivel montan, cu vegetație Ranunculion fluitantis și Callitricho-Batrachion, Liziere de ierburi înalte hidrofile de câmpie și de nivel montan până la alpin, Fânețe de joasă altitudine (Alopecurus pratensis, Sanguisorba officinalis), Păduri aluvionare cu Alnus glutinosa și Fraxinus excelsior (Alno-Padion, Alnion incanae, Salicion albae).
La baza desemnării sitului se află mai multe specii protejate:
- păsări (6): pescăruș albastru (Alcedo atthis), fâsă de luncă (Anthus pratensis), Ardea cinerea cinerea, barză neagră (Ciconia nigra), presură de stuf (Emberiza schoeniclus), șoimul rândunelelor (Falco subbuteo)
- nevertebrate (2): phengaris nausithous (Maculinea nausithous), Maculinea teleius

Pe lângă speciile protejate, pe teritoriul sitului au mai fost identificate 1 specie de plante, 3 specii de nevertebrate, 3 specii de pești, 1 specie de reptile.